# Neapeljska kraljeva palača
Neapeljska kraljeva palača (italijansko Palazzo Reale di Napoli) je zgodovinska stavba na Piazza del Plebiscito v zgodovinskem središču Neaplja v Italiji. Čeprav je glavni vhod  na tem trgu, obstajajo drugi dostopi do kompleksa, ki vključuje tudi vrtove in Teatro San Carlo, s Piazza Trieste e Trento, Piazza del Municipio in Via Acton.
Palačo je od leta 1600 naprej gradil arhitekt Domenico Fontana kot rezidenco španskih podkraljev, sredi 17. stoletja pa je Francesco Antonio Picchiatti opravil številne izboljšave in posege, kot sta stopnišče in kapela. S karlom III. je od leta 1734 postal glavna rezidenca neapeljskih Burbonov za več kot sto let, najprej kot kraljev Neaplja in Sicilije (1734–1816) in kasneje kot kraljev obeh Sicilij (1816–1861). Bila je tudi rezidenca Josepha Bonaparteja in Joachima Murata med francosko vladavino (1806–1815), pod katero so bile izvedene obsežne prenove.
Bourboni so pomembno in nenehno spreminjali notranjost palače, pri čemer so se zanašali na velike umetnike, kot sta Francesco de Mura ali Francesco Solimena. Po požaru leta 1837 pa je moral palačo skoraj v celoti obnoviti Gaetano Genovese, ki je dokončal nedokončana krila in dal celotnemu kompleksu homogen videz.
Po združitvi Italije (1861) je prešla v roke Savojcev, dokler je leta 1919 Viktor Emanuel III. ni odstopil državi. Od poznega 19. stoletja je bila zahodna polovica palače odprta za javnost kot muzej kraljevega stanovanja, leta 1924 pa je njena vzhodna polovica postala dom Narodne knjižnice (Biblioteca Nazionale Vittorio Emanuele III), ki se uporablja še danes.

## Zgodovina

### Ozadje
Ob koncu aragonske nadvlade je Neapeljsko kraljestvo pristopilo k ekspanzionističnim ciljem Francozov in Špancev: obe sili sta si razdelili ozemlje s podpisom Granadske pogodbe (1500). Kakorkoli že, pogodba ni bila spoštovana in pod poveljstvom velikega stotnika Gonzalo Fernández de Córdoba so Španci leta 1503 osvojili kraljestvo in s tem začeli špansko podkraljevstvo. Čeprav je to obdobje, ki je trajalo več kot dvesto let, veljalo za temačno in devolucijsko obdobje, je mesto v resnici uživalo opazno kulturno vrenje in dinamično meščanstvo, pa tudi vrhunsko trgovsko floto, ki se je lahko kosala s seviljsko in flamsko floto.
Pod poveljstvom Pedra Álvareza de Toleda y Zúñige je bila odločena gradnja podkraljeve palače, ki sta jo zasnovala arhitekta Ferdinando Manlio in Giovanni Benincasa. Gradnja palače se je začela leta 1543 in je bila dokončana kmalu zatem. Nova palača se je rodila v času, ko so podkralji posvetili svoja prizadevanja urbanistični reorganizaciji italijanskih mest: v Neaplju so preoblikovali obzidje in utrdbe ter zgradili tako imenovane Quartieri Spagnoli.

### Gradnja (1600–1616)
Ko je Fernando Ruiz de Castro, grof Lemosa, prispel v mesto kot podkralj, se je skupaj s svojo ženo Catalino de Zúñiga odločil zgraditi novo palačo. Uradni argument za utemeljitev njegove gradnje je bil počastitev Filipa III. Španskega, tako da so ga slovesno gostili zaradi bližajočega se monarhovega obiska, ki se na koncu nikoli ni zgodil. Vendar pa sodobna analiza kaže, da je podkralj vedel, da Filip III. nikoli ni nameraval preseliti svojega dvora v Neapelj in da je bila palača dejansko zgrajena, da bi zadostila podkraljevim željam.
Območje, izbrano za novo gradnjo, je bilo na zahodnem koncu mesta, na hribu Pizzofalcone, na položaju, ki je omogočal prevlado nad pristaniščem in ki bi olajšal pot za pobeg kralju v primeru sovražnikovega napada. Tam bi stala zraven Namestniške palače, ki bi dejansko uporabljala del njenih vrtov, in zraven Castel Nuovo, nekdanje kraljeve rezidence, kar bi okrepilo dvorni značaj območja. K izbiri te lokacije je botrovalo tudi dejstvo, da se je mesto širilo proti zahodu: na ta način bi se s tako pomembno stavbo v bližini povečala cena zemljišč na območjih Pizzofalcone in Chiaia.
Projekt je bil zaupan Domenicu Fontani, takrat veljal za najuglednejšega arhitekta v zahodnem svetu, ki je zasedal položaj glavnega inženirja kraljevine. Fontana je nekaj let prej padel v nemilost zaradi smrti Siksta V. leta 1590, papeža, ki mu je naročil izvedbo številnih del v Rimu.
Prvi kamen je bil položen leta 1600 na trgu, ki je v tistih letih nosil ime Piazza San Luigi. Končni projekt za palačo je leta 1604 izdal Fontana pod naslovom Dichiarazione del Nuevo Regio Palagio. Vendar pa so bili prvotni načrti, ki jih je arhitekt uporabil za začetek dela, izgubljeni in pravzaprav je Fontana sam to obžaloval:
Zaradi pomanjkanja časa nisem mogel natisniti načrtov za delo, ki sem ga opravljal v tem mestu Neapelj in njegovem kraljestvu.Domenico Fontana
Vsekakor je v Rimu ohranjen načrt Giovannija Giacoma, verjetno pred letom 1651, ki kaže, kakšna naj bi bila palača po arhitektovih prvih željah. Vsekakor se zdi, da se prvotna zasnova ni preveč razlikovala od končne podobe, čeprav so bile med gradnjo narejene nesporne spremembe. Pri tej zasnovi sta bili tako glavna zahodna kot severna fasada enaki, ob južni strani, obrnjeni proti morju, pa naj bi bila zgrajena struktura v obliki črke C. Ta zasnova je bila tako priljubljena, da jo je takratni tisk, čeprav je bila palača še v gradnji, pogosto prikazoval tako, kot je bila v načrtih, namesto da bi jo dejansko gradili. Domenico Fontana je bil tako navdušen nad projektom, ki mu je bil naročen, da je dal na dva stebra fasade vpisati naslednje napise:
Domenicus Fontana Patricius Romanus
Eques Auratus comes palatinus inventor
Vendar pa je bila dokončana le glavna fasada tega projekta; medtem ko jugovzhodni krak ni bil zgrajen, južna fasada pa je ostala nedokončana in neurejena, dokler ni bila dokončana leta 1843.
Arhitekturni slog, ki ga je razvil arhitekt, je bil poznorenesančni z osrednjim dvoriščem in notranjo ložo v prvem nadstropju, s čimer je projekt prilagodil zahtevam časa; to je v funkciji razkazovanja in ne utrjenega bivališča. Imel je tudi velik trg, ki je bil tik pred palačo za vojaške parade in javne prireditve. Dela so bila skrbno opravljena tako po mandatu grofa Lemosa kot po mandatu njegovega sina in naslednika Francisca Ruiza de Castra. Pod podkraljem Juanom Alonsom Pimentelom de Herrero, grofom Benavente, so se dela upočasnila, verjetno zaradi omejene razpoložljivosti virov po vojnah in krizah, ki so prizadele Španijo, ali celo zaradi časti: Pimenteli niso pokazali veliko zanimanja za dokončanje dela, ki ga je začel Ruiz de Castro.
Leta 1607, po očetovi smrti, je vodenje del prevzel Giulio Cesare Fontana. Gradnja palače se je hitro nadaljevala, dokler ni bil leta 1610 Pedro Fernández de Castro, tudi sin Fernanda Ruiza de Castra, imenovan za podkralja. Leta 1616 je bil zgrajen nov sedež univerze na koncu Via Toledo, torej na nasprotnem koncu mesta, kjer so gradili kraljevo palačo. Poimenovali so jo Palazzo degli Studi in bi bila prihodnji sedež Narodnega arheološkega muzeja v Neaplju. Zahvaljujoč nekaterim zapiskom Alessandra Beratte in zapisom v Confalonierijevem potovalnem dnevniku imamo dokaze o stanju del v tem letu:
Tisti dan smo videli strukturo kraljeve palače, ki ima fasado iz peperina. V prvem nadstropju je enaindvajset oken in tri ograje; v drugem nadstropju je prav toliko majhnih oken brez ograj. Spodaj, pri tleh, je velik portik, ki gleda na ulico in služi kot straža, ki jo opravljata dve četi vojakov. Notranjost palače ni dokončana. Ima dve veliki stopnišči in veliko kvadratno dvorišče s portiki, od katerih sta bili dve strani še nepokriti.
Iz tega pisanja je razvidno, da je bilo delo takrat skoraj končano.
Kmalu zatem, čeprav natančen datum ni znan, so se začela notranja dekoracija z izvedbo slik Giovannija Battiste Caracciola, Belisaria Corenzia in Giovannija Balduccija.

### Namestniško obdobje (1616–1734)
Od takrat, ko je bila palača dokončana, je v njej živelo 22 španskih podkraljev in 11 avstrijskih podkraljev. Daleč od tega, da bi ostala nespremenjena, se je kraljeva palača še naprej preoblikovala glede na okus vsakega podkralja.
Antonio Álvarez de Toledo, vojvoda Alba (1622–1629) je dobil naročilo, da dokonča nekaj obokov, ki jih je začel grof Lemos, in jih posveti družinski slavi. Palatinska kapela je bila dokončana pod vojvodo Medina de las Torres, od 1646 do 1648, z veliko oltarno sliko Joséja de Ribere; leta 1656 so bile izvedene štukature na oboku okenskega interdeuxa, ki so ga morali po letu 1688 predelati zaradi potresa, ki je podrl streho. Končani so bili šele leta 1705.
Pod vlado Íñiga Véleza de Guevare el Mozo, grofa Oñate, je prvotno stopnišče z dvema klančinama v Fontani, ocenjeno za nedostojno, popolnoma prenovil Francesco Antonio Picchiatti, po željah grofa Oñate, dela so potekala od 1651 do 1666. Preurejena sta bila tudi dva glavna prostora palače: »Velika dvorana« in »Dvorana podkraljev«, ki so ju od leta 1503 začeli krasiti portreti podkraljev.
Zunanjost, med letoma 1666 in 1671, ko je bil na oblasti Pedro Antonio de Aragón, se je najbolj opazna razširitev zgodila z izgradnjo majhnega paviljona s pogledom na morje, tako imenovanega Belvedera, ki bi služil kot spalnica za podkralje in kasneje za vladarje Bourbone. Zraven je bila majhna vrtna terasa, ki je skozi desetletja zrasla v sedanje »viseče vrtove ali vrtove Belvedere«.
Od 18. aprila do 2. junija 1702 je Filip V. Španski obiskal Neapelj in bil tako prvi in edini španski vladar, ki je bival v palači, ki je bila prvotno namenjena sprejemu Filipa III. Leta 1707 so mesto zavzeli Avstrijci  sredi vojne za špansko nasledstvo, s čimer se je začela vladavina avstrijskih podkraljev, ki palači ni prinesla bistvenih sprememb.

### Prvi Bourboni (1734–1806)
Maja 1734 je Karel Bourbonski vstopil v Neapelj, mesto je ponovno postalo prestolnica avtonomnega kraljestva in ne podkraljevstva. Novi kralj je ugotovil, da je kraljeva palača prazna in razpadajoča, saj je bilo od njene izgradnje normalno, da so se vanjo vselili podkralji s svojim pohištvom in ga po koncu mandata odnesli s seboj. To je storil zadnji avstrijski podkralj Giulio Visconti Borromeo Arese marca 1734. V palači so ostali le čudoviti poslikani oboki, ki so jih izdelali neapeljski umetniki iz 17. stoletja.
Obnovitvena dela je vodil vojaški inženir Giovanni Antonio Medrano, kasnejši arhitekt kraljeve palače Portici, in so se sprva osredotočila na kraljeve apartmaje, ki gledajo na trg Piazza della Repubblica. Čeprav so bila dela končana leta 1740, so bila do leta 1738, leta Karlove poroke z Marijo Amalijo Saško, skoraj pripravljena. Palača je bila takrat strukturirana okoli dveh glavnih sob ali stanovanj:
- kraljevo stanovanje, ki gleda na trg in je sestavljeno iz: velike dvorane ali kraljeve sobe, sobe garde, sobe častnikov, predsobe imetnikov naslovov, sobe poljubljanja rok ali prestola, galerije, sobe, »kjer se oblači njegovo veličanstvo«, »skrivne« kapele njegovega veličanstva, sobe Belvedere ali kjer kralj spi, »stranišča« in sobe »kjer spi sluga njegovega veličanstva«.
- kraljičin apartma, ki gleda na morje in je sestavljen iz: sobe podkraljev, sobe garde korpusa, druge predsobe, sobe poljubljanja rok, sobe niše ali kjer spi kraljica, oratorija, toalete, sobe sobarice in kraljičinega budoirja.

Nasploh so bila v tej prvi reformi v znak zgodovinskega prestiža ohranjena dela, ki so obujala zgodovino Neaplja in njegovo špansko preteklost, tista, ki so se nanašala na avstrijsko obdobje, pa so bila uničena. Od leta 1735 do 1738 so velike slavnostne freske naročili neapeljski poznobaročni slikarji, kot so Francesco Solimena, Nicola Maria Rossi, Francesco de Mura in Domenico Vaccaro. Na primer, Rossi je naslikal fresko, ki slavi prevzem Gaete leta 1734 v »Sobi, kjer se oblači njegovo veličanstvo« (Soba IX); Solimena je naslikal še eno fresko kralja na konju v »Sobi podkraljev« (soba XXII), ki prekriva prejšnjo fresko Karla VI., cesarja Svetega rimskega cesarstva; in de Mura je naslikal še eno fresko velikih razsežnosti v »Sobi straže« (Soba II), ki slavi zakonske vrline po kraljevi poroki. Končno je vladar preuredil notranjost palače z razkošnimi marmornimi in svilenimi zavesami.
V času vladavine Karla Burbonskega je bila neapeljska kraljeva palača stičišče francoskega načina življenja, španske tradicije in italijanske umetniške kulture.
V času mladoletnosti Ferdinanda IV., od 1759 do 1767, je treba poudariti postopno razširitev palače proti vzhodu (proti Castel Nuovo), z gradnjo, okoli leta 1760, vzhodnega trakta, ki je potekal vzporedno s tako imenovanim '»Stewardovim stanovanjem'«, obrnjenim proti morju in visečimi vrtovi, sistematiziranimi okoli leta 1740. Po tem prizidki, dve notranji dvorišči, imenovani Belvedere. Bile so tudi pomembne dekorativne spremembe, kot je prizidek leta 1763 krila Belvedere, obrnjenega proti morju, z dnevno spalnico njegovega veličanstva, štirimi zasebnimi kabineti in kraljevo delovno sobo; večina sob je bila okrašena s freskami Giuseppeja Bonita. Vendar pa je najbolj opazna reforma, Ferdinando Fuga je sovpadal s koncem manjšine in poroko kralja z avstrijsko nadvojvodinjo Marijo Karolino maja 1768, ko je Ferdinando Fuga preoblikoval "veliko dvorano" iz španske dobe v poznobaročno dvorno gledališče.
Od leta 1780 naprej se je zanimanje Ferdinanda IV. in Marije Karoline obrnilo na palačo Caserta, kjer so bili dokončani njuni apartmaji. Od takrat naprej bi sodišče vsaj pol leta preživelo zunaj Neaplja.

### Bonaparti (1806–1815)
Prihod Francozov leta 1806 in začetek vladavine Josepha Bonaparteja (1806–1808) in Joachima Murata (1808–1815) ni prinesel večjih arhitekturnih sprememb kraljeve palače, je pa prinesel velike notranje in dekorativne preobrazbe, ki so danes večinoma izginile. Napoleonski monarhi so se morali najprej ukvarjati z generalno prenovo palače, ki jo je Ferdinand IV. izpraznil, ko je odšel v izgnanstvo v Palermo leta 1798 in 1806. Čeprav je bilo nekaj posegov že pod Jožefom, so bile od 1809 do 1810 reforme v bistvu funkcionalne, da bi palačo spremenili v bivalno rezidenco. Od leta 1810 do 1814 so potekala glavna dela, ki pa niso bila nikoli dokončana.
Poleg skupnega »velikega obrednega stanovanja« sta imela Joachim Murat in Caroline Bonaparte vsak »častno stanovanje« in »navadno stanovanje«, Muratovi apartmaji so bili skoncentrirani v zahodnem jedru palače, medtem ko so bili Karolinini združeni v vzhodnem krilu, ki je bilo prej namenjeno kraljevim princem (zdaj sedež Narodne knjižnice v Neaplju). Vrt Belvedere je bil povezava med zasebnimi stanovanji kraljevega para in tudi igrišče za njune otroke. Med preobrazbami tega obdobja velja izpostaviti novo gledališče Caroline Murat v vzhodnem traktu ali spalnico v obliki vojaškega šotora za Joachima v traktu Belvedere.
Padec Bonapartov leta 1815 je preprečil nadaljnje preobrazbe, kot je nova prestolna soba v »Galeriji veleposlanikov« (zdaj soba 8). Toda dva prostora sta globoko zaznamovala tisto obdobje. Po eni strani je bila kraljeva kapela, ki ji je že Joseph Bonaparte dodal razkošen oltar pietra dura iz Santa Maria degli Scalzi, predelana v bizantinskem slogu in slavnostno odprta leta 1814; čeprav bi bila obnovljena po požaru leta 1837 in uničena med drugo svetovno vojno. Po drugi strani pa je v "Dvorani podkraljev" galerija portretov teh izginila in je bila preoblikovana v antikvarij, ki je dodal mavčne kopije skulptur iz kraljeve zbirke; zaradi Farnesejevega Herkula se je soba začela imenovati »Herkulova dvorana«, leta 1837 so bile izgubljene tudi skulpture.

### Obnova Burbonov (1815–1837)
Po ponovni osvojitvi Neaplja s strani Bourbonov so bile v palači le kozmetične, vendar zelo simbolične spremembe. Leta 1818 se je Ferdinand IV. Neapeljski, zdaj Ferdinand I. Dveh Sicilij, lotil popolne prenove prestolne dvorane in resakraliziral prostor po Napoleonovem vmesnem času. Antonio de Simone je zasnoval stropne štukature s štirinajstimi alegorijami, ki predstavljajo province, združene okoli prestola, novega kraljestva obeh Sicilij, ustanovljenega leta 1816 z združitvijo Neaplja in Sicilije. Celotna soba je bila prav tako prekrita z rdečim žametom, na katerem so visele pozlačene burbonske lilije.
Takrat se je ohranila razdelitev palače na dva pola, ki so jo zasnovali pod Bonapartesom. Na zahodni strani, obrnjeni proti Largo di Palazzo, je bilo »veliko kraljevo stanovanje«, medtem ko je bilo na vzhodnem krilu, obrnjeno proti Castel Nuovo, »sprejemno stanovanje« vojvode Kalabrijskega, ki je užival v starem majhnem gledališču Caroline Murat, pa tudi v njegovih zasebnih sobah in namestitvi za svoje otroke. Med svojo kratko vladavino je Franc I. še naprej živel v teh stanovanjih, po njegovi smrti pa jih je zasedla njegova vdova, kraljica mati María Izabela Španska.

### Preobrazba Ferdinanda II. (1837–1861)
6. februarja 1837 ob 5. uri zjutraj je v sobanah kraljice matere v vzhodnem krilu izbruhnil požar, ki je uničil večji del vzhodne polovice palače. Po katastrofi je bila nujna nova obnova celotnega kompleksa. Kralj Ferdinand II. je naročil prenovo pri arhitektu Gaetanu Genoveseju, ki je dela izvedel med letoma 1837 in 1844, pri čemer je obnovil dele, poškodovane v požaru, druge razširil in dokončal ter preuredil notranjost. Genovese je sledil neoklasicističnim in historicističnim trendom, ki so prevladovali v tistem času, ne da bi opustil izvirno arhitekturo Domenica Fontane, da bi celotnemu kompleksu dal homogen videz.
Med delom je bil vzhodni trakt, ki gleda na Castel Nuovo, v celoti predelan; trakt Belvedere je bil porušen; dokončana je bila nedokončana južna fasada, obrnjena proti morju, ki jo je združila z obstoječo fasado iz obdobja Fontane in okronala osrednji del z novim belvederjem iz belega marmorja; in zasebna stanovanja Ferdinanda II. in Marije Terezije Avstrijske so preselili v drugo nadstropje, nekdanja stanovanja v prvem nadstropju pa so pustila le za uradne sprejeme. Velike preobrazbe je doživela tudi okolica palače. Med letoma 1841 in 1843 je bila palača Viceregal porušena, na njenem mestu pa je nastal trg Piazza San Ferdinando (danes Piazza Trieste e Trento), Friedrich Dehnhardt pa je ustvaril nov romantičen zadnji vrt z rušenjem starih hlevov in drugih stavb.
Kraljevo palačo je takrat sestavljalo več stanovanj, združenih okoli dveh jeder. V zahodni, ki predstavlja prvotno palačo, sta bila stanovanje kralja in kraljice (danes kraljevo stanovanje) in kraljevo stanovanje v pritličju, ki se uporablja za zasebne sprejeme (zdaj zaprto).
V vzhodnem krilu (zdaj Narodna knjižnica), ki ga sestavljajo prizidki iz 18. in 19. stoletja, sta bila v prvem nadstropju Stanovanje festivalov in Stanovanje vojvode Kalabrijskega; in Palatinska knjižnica, kraljev fizikalni urad in zasebno stanovanje kralja in kraljice v drugem nadstropju.
Okrasitev novonastalih prostorov, pa tudi prenova nekaterih starih, se je odmaknila od akademskega neoklasicizma in prevzela bolj eklektičen in historicističen pristop, blizu razkošnosti Percierja in Fontaina.
Med kratko vladavino Franca II., ki je 6. septembra 1860 moral zapustiti palačo in mesto zaradi grožnje garibaldinskih čet, je prišlo do nekaj sprememb. Pred odhodom je vladar spakiral nekaj svojih najdragocenejših stvari, ki so bile poslane v Capuo in Gaeto, med katerimi so bili Rafaelova cenjena Pala Colonna, Tizianov portret Alessandra Farneseja, marmorni doprsni kip papeža Pija IX., relikvije svetega Jazonija, šestinšestdeset relikviarijev, portret Ludvika XVIII., vaze, porcelan, nočna omarica s pogledom na Pariz na Sèvresovih krožnikih, namizni prti, gospodinjsko perilo, žimnice in blazine, šestindvajset škatel s srebrnino, sedem déjeunerjev in sto petnajst srebrnih svečnikov. Vendar pa je velik del garderobe kraljice Marije Sofije in kraljevo osebno bogastvo, deponirano v Banco di Napoli, ostalo za njimi.

### Savojci (1861–1919)
Po padcu Kraljevine dveh Sicilij leta 1860 in razglasitvi Kraljevine Italije je palača postala rezidenca Savojcev. Novi lastnik palače, Viktor Emanuel II., je prvič obiskal palačo 7. novembra 1860, le dva meseca po odhodu Franca II. dveh Sicilij, in zdi se, da ni nikoli več tam ostal. Obiski nove dinastije v mestu so bili na splošno občasni. Samo od leta 1868 do 1870 je palača služila kot stalna rezidenca za princa Umberta in princeso Margherito, ki sta se na novo poročila aprila 1868. V tej palači se je 11. novembra 1869 rodil bodoči kralj Viktor Emanuel III. Par je zapustil mesto po zavzetju Rima septembra 1870.
Po vzponu na prestol leta 1878 se je novi kraljevi par vrnil v Neapelj, vendar je bilo njuno bivanje vedno grenko-sladko. Leta 1878 so bili žrtve poskusa atentata Giovannija Passannanteja, leta 1883 so se vrnili, da bi tolažili ranjence v potresu v Casamiccioli, leta 1885 pa so se vrnili k žrtvam kolere. Bolj posrečen je bil obisk leta 1889, po otvoritvi Corsa Umberta I. Piemontski princ, bodoči Viktor Emanuel III., je prebival v Neaplju od 1891 do 1896. Vendar pa je kraljeva družina pogosto raje imela palačo Capodimonte, ki je bila bolj izolirana in je imela večji vrt.
Prva desetletja po združitvi so bila tudi tista počasnega procesa praznjenja zakladov palače: od 1862 do 1864 so v Capodimonte preselili več modernih slik, leta 1864 so preselili Orožarno in leta 1873 porcelan, oboje prav tako v Capodimonte; Leta 1878 je bilo več tapiserij odpeljanih v Kvirinalsko palačo, leta 1879 so instrumenti Kabineta za fiziko odšli na Univerzo v Neaplju, pred letom 1884 so kraljeve kočije odšle v palačo Pitti, glasbeni arhiv je bil na nedoločen datum odstopljen Konservatoriju in leta 1921 je bil na vrsti arhiv Kraljeve hiše, vključen v Državni arhiv Neapelj.
Velja pa izpostaviti tudi nekatere specifične posege v palačo, kot so razkošno neobaročno pohištvo v prvi preddverju, izvedeno med letoma 1862 in 1864; grbi provinc novega italijanskega kraljestva, naslikani v Herkulovi dvorani okoli leta 1868, ali maruflaža Marijinega vnebovzetja Domenica Morellija, izdelana za kraljevo kapelo leta 1869. Druga opazna sprememba je bila zamenjava bourbonskih Fleur-de-Lis s savojskim križem na več mestih v palači, vključno z glavnim stopniščem, dvornim gledališčem in samim prestolom. Najpomembnejši in najbolj kontroverzen poseg pa bi bila namestitev leta 1888 v nišah glavne fasade osmih skulptur najpomembnejših neapeljskih kraljev, vključno z Viktorjem Emanuelom II., kljub dejstvu, da tega naziva nikoli ni imel.
Prav tako se je jedro palače preselilo v vzhodni trakt, kar se je začelo že z reformo Ferdinanda II. Umberto in Margherita sta bila nameščena v nekdanjem stanovanju Caroline Bonaparte, vojvode Kalabrije in nato Franca II.  Apartmaji so bili opremljeni z razkošnim novim neobaročnim in neorokokojskim pohištvom, pa tudi z obsežno zbirko sodobnih slik, ki jih je zbirala kraljica Margherita.
V starem središču palače je bilo zahodno krilo, tako imenovani Gala apartma, redno odprt za javnost.

### Prestop k državi (1919–1940)
Največja sprememba v zgodovini neapeljske kraljeve palače se je zgodila leta 1919, ko je kralj Victor Emmanuel III. palačo skupaj s številnimi drugimi kraljevimi rezidencami prenesel na državo. Tri leta kasneje, med letoma 1922 in 1924, je bila po spodbudi Benedetta Croceja Narodna knjižnica Neaplja nameščena v vzhodnem krilu palače, v tistem, ki so ga od sredine 19. stoletja zasedali različni vladarji in njihove družine. Ta namestitev je vključevala prenos in shranjevanje pohištva ter izgubo dela okrasja, da bi naredili prostor za knjižnične police. Le na zahodni strani je bil »Gala apartma«, od takrat imenovan »Kraljevi apartma«, odprt za javnost.
Leta 1931 so se zadnji kraljevi člani, ki so živeli v palači, preselili: prestolonaslednik Umberto (II.) in njegova žena princesa Maria Jose Belgijska. 24. septembra 1934 se je v palači rodila njuna prvorojena hči, princesa Maria Pia Savojska; od takrat naprej je imel par raje zasebnost vile Maria Pia v Posillipu.

### Od druge svetovne vojne do novega veka (1940-2000)
Med drugo svetovno vojno je bila palača precej poškodovana. 4. avgusta 1943 so med zavezniškim bombnim napadom med drugim uničili streho dvornega gledališča, kapelo in most v visečem vrtu. Palačo so nato kot klub blaginje uporabljale anglo-ameriške čete od leta 1943 do 1945. V tem obdobju so se zgodile številne kraje umetniških del in uničenih je bilo veliko število zaves in zaves iz kraljevega apartmaja. Pohištvo ni bilo tako nesrečno, saj so ga na začetku spopada prestavili na varno.
Restavriranje je potekalo od 1950 do 1954: slike so bile obnovljene, v nekaterih primerih preslikane; prvotno pohištvo je bilo ponovno nameščeno, svileni elementi, ki so bili prvotno izdelani v San Leuciu, pa so bili rekonstruirani s starodavnimi statvami.
Leta 1994 je bil sedež deželne vlade, ki je bil od začetka 20. stoletja v Kraljevi palači, trajno prestavljen na drugo lokacijo. Sredi drugega desetletja 21. stoletja je bila obnovljena fasada in prenovljeni nekateri deli kraljevega apartmaja med njimi tudi gledališče corte.

## Zunanjost

### Glavna fasada
Glavna fasada kraljeve palače je obrnjena proti Piazza del Plebiscito in je bila dokončana leta 1616. Dolga je 196 metrov in je do leta 1843 mejila na pročelje Namestniške palače, ki je bila porušena, da bi naredila prostor za trg Piazza Trieste e Trento. Fasada je izdelana iz žgane rdečkaste glinene opeke, piperna in vulkanskega kamna s Flegrejskih polj. Pozni renesančni in manieristični pečat lahko vidimo v superpoziciji več redov, značilnih za gledališke stavbe starega Rima, kot sta Kolizej ali Marcelijevo gledališče; medtem ko je manierizem mogoče ceniti v modularni zasnovi fasade, ki bi se lahko ponavljala ad infinitum, saj nima elementa, ki bi označeval njen začetek ali konec, tako kot v zgornjem delu ne najde zaključka zaradi pomanjkanja venca. Vendar pa je bil prvotno venec kronan z obeliski, vazami in tremi zvonovi, postavljenimi navpično na vsakem vhodu. Vse to so v začetku 19. stoletja odstranili, ostal je le osrednji zvonik z uro.
Arhitekturna členitev sledi Vitruvijevim razpravam: pilastri so razporejeni navpično, trije redovi (na nivoju tal najdemo toskanski red, sledijo mu jonski in na koncu korintski) so razporejeni vodoravno. Po drugi strani izstopa dvobarvna uporaba materialov za poudarjanje arhitekturnih elementov (v sivem kamnu) na stenah (v rdečkasti opeki), tehnika, ki bi bila zelo uspešna v Neaplju.
Prvotno je imel spodnji del po vsej dolžini arkade, kar je bila za tisti čas zelo inovativna odločitev, ki jo je zasnoval Fontana, da so se ljudje lahko sprehajali tudi v slabem vremenu. Vendar pa so po Masaniellovem uporu in zaradi konstrukcijskih težav stebrov, ki so se drobili, leta 1753 oboke zazidali po projektu Luigija Vanvitellija. V novih stenah so odprli niše, vendar so šele leta 1888 vanje postavili kipe glavnih neapeljskih kraljev z namenom pokazati določeno kontinuiteto med Savojsko hišo in prejšnjimi dinastijami neapeljske zgodovine. Od leve proti desni prepoznamo Rogerija II. Sicilskega, delo Emilija Franceschija; Friderik II. Hohenstaufen, Emanuela Caggiana; Karel Anžujski, Tommasa Solaresa; Alfonz V. Aragonski, avtor Aquiles De Osas; Karel V. Habsburški, Vincenzo Gemito; Karel Bourbonski, Raffaela Belliazzija; Joachim Murat, Giovanni Battista Amendola in Victor Emmanuel II. Savojski, Francesca Jeraca.
- Kipi  v rogovih glavne fasade
- Rogerij II. Sicilski
- Friderik II. Hohenstaufen
- Karel Anžujski
- Alfonz V. Aragonski
- Karel IV. Neapeljski
- Karel VII. Neapeljski
- Joachim Murat
- Victor Emmanuel II.

V središču glavne fasade je vhodni portal, obdan z dvema povezanima granitnima stebroma in okronan z grbom Filipa III. Španskega, ki ga je že načrtoval Fontana, da bi poudaril javno funkcijo palače. Zraven sta na vsaki strani dva manjša grba, ki pripadata Juanu Alonsu Pimentelu de Herrera in Pedru Fernándezu de Castru, podkraljem Neaplja, ko je bila palača zgrajena. Pod balkonskim vencem je grb Savojcev. Obstajata tudi dve plošči: ena v spomin na začetek del po naročilu Fernanda Ruiza de Castra in njegove žene Cataline de Zúñiga; druga pa z napisom, ki hvali lepoto stavbe. Pod ploščama sta do začetka 18. stoletja stala dva kipa, ki sta predstavljala Vero in Pravičnost. Stražarnici na obeh straneh glavnega vhoda sta bili izdelani v zgodnjih letih 18. stoletja. Ob fasadi in na častnem dvorišču je med pritličjem in prvim nadstropjem friz s triglifi in metopami, v katerih so simboli španske monarhije in njenih posesti v Evropi, ki so bile v veliki meri pridobljene po pogodbi iz Cateau-Cambrésisa leta 1559: kastiljski grad s tremi stolpi; divji lev iz Léona; kača, ki žre ujetnika, simbolizira milansko vojvodino; ščit s štirimi navpičnimi prečkami Aragona; križ s štirimi Mavrovimi glavami, simbol Sardinskega kraljestva; in emblemi Navare, Avstrije, Portugalske, Granade in Jeruzalema.

### Ostale fasade
Najdaljša med vsemi, tista, ki poteka proti jugu vzdolž Via Acton, je bila zgrajena v različnih fazah: njena vzhodna polovica v začetku 17. stoletja po Fontaninih načrtih in vzhodna polovica, vključno z osrednjim razglednim stolpom, od 1837 do 1844, ki jo je zgradil Gaetano Genovese. Severno pročelje, ki gleda na Piazza Trieste e Trento, je prav tako delo istega arhitekta, dokončano med letoma 1841 in 1843 po rušenju Namestniške palače. Medtem ko sta bila arhitekta Francesco Gavaudan in Pietro Gesuè odgovorna za povezavo z gledališčem San Carlo.
Obe fasadi posnemata arhitekturno členitev glavne fasade, ki jo je zasnoval Fontana, obe imata obliko črke C in imata v središču vrt, južna fasada tako imenovane viseče vrtove, severna pa italijanski vrt, v središču katerega je kip svobode, ki ga je izdelal Francesco Liberti leta 1861, kar je jasna referenca na združitev Italije. Poleg tega je ta severna fasada delno zaprta, da podpira teraso. Ima steklen vhod, ki vodi neposredno na veliko stopnišče, okrašeno z dvema paroma mavčnih kipov iz Palazzo degli Studi in postavljenih med Genovesejevo obnovo. To so kopije Farneškega Herkula in Farnesijske Flore na eni strani ter Minerve ter Pir in Astianaks na drugi.

### Dvorišča
Po prvotnem projektu Domenica Fontane naj bi pred vsakim vhodom odprli tri dvorišča, ki bi bila med seboj povezana z obokanimi hodniki. Vendar je bilo nazadnje zgrajeno samo osrednje vhodno dvorišče, tako imenovano častno dvorišče (Cortile D'Onore), ki je kvadratne oblike s petimi loki na vsaki strani. Osrednji lok na vsaki strani je segmentni lok večjih dimenzij od ostalih. Okoli dvorišča je v prvem nadstropju loža, prvotno odprta, nazadnje pa zaprta z velikimi okni. V niši v vzhodnem delu dvorišča je bila prvotno cisterna, ki jo je v 1940-ih nadomestil vodnjak, okrašen s kipom Fortune. Vodnjak, ki ga je leta 1742 izdelal Giuseppe Canart, je naročil Karel Bourbonski in je bil prvotno v bližini pristanišča. Po preiskavah so ponekod odkrili zidane tlake v obliki ribje kosti.
Med gradnjo novega južnega kraka palače med letoma 1758 in 1760 sta nastali dve novi dvorišči: eno na isti osi častnega dvorišča, tik za njim, ki se imenuje Dvorišče kočij, drugo pa je Dvorišče Belveder.
Kljub temu, da je bilo zgrajeno v različnih obdobjih, je Dvorišče kočij (Cortile delle Carrozze), tako imenovano, ker je vsebovalo hiše za kočije, arhitekturno blizu slogu, ki ga je palači dal Domenico Fontana, čeprav ne manjka različnih elementov, kot je uporaba štukature namesto piperna in oglati pilastri. Dvorišče je pravokotne oblike in ima v središču elipsasto marmorno cisterno. Z dvema servisnima hodnikoma s spuščenimi loki je povezana s častnim dvoriščem in bastijonom bastionov. Hiša kočij, ki jo je leta 1832 zgradil Giacinto Passaro, je zamenjala obstoječo iz prejšnjega stoletja, delo Ferdinanda Sanfeliceja, predvsem iz estetskih razlogov, saj je bila nova poravnana s pročeljem palače, prejšnja pa je bila postavljena poševno. Nova hiša za kočije je prostor, v katerem dominira središčna linija devetih stebrov dorskega reda, na katerih še vedno lahko občudujete rdeče ščite s krono Umberta I.. Razporeditev oken je leta 1837 spremenil Genovese, da bi jo prilagodil zahtevam dvorišča Belvedere.
Belvedere (Cortile del Belvedere) je bil rojen kot meja proti morju prvega jedra palače in je bil prvotno v obliki črke C. Zapirala jo je loža, ki bo zaradi gradnje novih korpusov palače v 18. stoletju spremenjena z vstavitvijo spuščenih obokov na vzhodnem delu. Kasneje je dvorišče med leti 1837 in 1840 doživelo predelave, ko je bil za dostop do dvorišča izdelan slavolok z jonskimi in korintskimi polstebri iz lažnega piperna. Med pritličjem in prvim nadstropjem je dvorišče okrašeno z dorskim trakom z metopami, tudi v lažnem pipernu, in triglifi. Z dvorišča Belvedere se lahko dostopa do različnih območij palače: na levi je stopnišče za goste, ki vodi do vestibula (soba XX) kraljevega apartmaja in do majhnega mostu, uničenega v bombardiranju druge svetovne vojne in ponovno zgrajenega na istih nosilcih, ki ga povezuje neposredno z visečimi vrtovi. Z dvorišča se lahko dostopa tudi do zasebnega stanovanja z okraski v pompejskem slogu, ki je bilo prvotno rezervirano za uradna srečanja Ferdinanda II. dveh Sicilij, ki je kasneje postalo sedež superintendencije; in tudi do mostu, ki je premagal obrambni jarek vodil do bastijona Castel Nuovo in do pobočja, ki je vodilo do hlevov.

## Kraljevski apartmaji
Kraljevski apartmaji (italijansko Appartamento Reale) so del, ki je trenutno odprt za obiskovalce in je na piano nobile zahodnega jedra palače. V svoji zgodovini so doživeli več sprememb namembnosti in imena: od leta 1616 do 1734 je bilo v njih stanovanja španskih in avstrijskih podkraljev in njihovih soprog; od 1734 do 1806 je bilo javno in zasebno stanovanje neapeljskega kralja in kraljice; od 1806 do 1815 je služil kot »častno« in »navadno« stanovanje Josepha Bonaparteja in Joachima Murata; kasneje so ga poimenovali Veliki apartma njegovega veličanstva kralja in Ferdinand I. in Ferdinand II. sta bila zadnja, ki sta ga naselila. Po prenovi v letih 1837–1844, ki jo je izvedel Gaetano Genovese, so ga imenovali »Apartma za bontone kralja in kraljice« in so ga uporabljali samo za sprejeme, saj so se vladarji preselili v drugo nadstropje vzhodnega trakta. V popotniških vodnikih z začetka stoletja so ga imenovali preprosto »Gala apartma«, obiskali pa so ga lahko od četrtka do nedelje od 11. do 16. ure. na zahtevo za dovoljenje.
Ko je palača leta 1919 prenehala biti v lasti krone in je prešla v last države, je kraljevi apartma postal eden od Inštitutov za starine in umetnost (zdaj imenovan Italijanski nacionalni muzeji). Sedanji muzejski videz ima zaradi restavriranja, ki je potekalo med letoma 1950 in 1954, da bi ublažili škodo med drugo svetovno vojno, ko je bilo zaradi zavezniškega bombardiranja poškodovanih več stropov in so bile odstranjene svilene obloge iz dvajsetih sob, ko je bilo stanovanje spremenjeno v Welfare Club (družbeni klub) za okupacijske angleške čete.
Prvotno so za dostop do kraljevih soban uporabljali srebrne in zlate ključe, ki so jih varovali gospodje iz dvorane, nekateri od njih so v Museo Civico Filangieri, ki so ga darovali neapeljski plemiči.

### Zbirke
Trenutna dekoracija predstavlja okuse različnih rodbin in zgodovinskih osebnosti, ki so tam živele, pa tudi različna politična sporočila, značilna za stavbo, ki je predstavljala višek moči v kraljestvu. Referenčni datum je inventar družine Savojcev leta 1874, ki opisuje sobe po poznih spremembah Bourbonov (1837–1844) in nekaj manjših sprememb, uvedenih po združitvi leta 1860.
Najprej izstopajo freske. Te v bistvu pokrivajo obdobje namestnika z deli Belisaria Corenzia z rimskim renesančnim navdihom ali Giovannija Battiste Caracciola v bolj karavaški liniji; baročno obdobje Karla Bourbonskega z velikimi alegoričnimi freskami s trompe l'oeil Solimena, Vaccara ali de Mure; in nazadnje historicistična in neosrednjeveška dela iz sredine 19. stoletja.
Različnim obdobjem ustrezajo tudi poslikave v sobanah, ki izpostavljajo severno in evropsko šolo 16. in 17. stoletja iz zbirke Farnesio, ki jo je podedoval Karel Bourbonski; caravaggistične slike in nizozemski portreti, ki jih je Domenico Venuti kupil za Ferdinanda I., in veliki dvorni portreti kraljeve družine. Obstajajo tudi bolj intimne in sodobne slike iz stanovanj v vzhodnem krilu, kot so trubadurske slike, ki so jih Murati naročili pri umetnikih, kot je Louis Nicolas Philippe Auguste de Forbin, ali kronične slike velikih trenutkov vladavine Franca I. in Ferdinanda II., ki sta jih ustvarila Salvatore Fergola in Frans Vervloet. Vendar pa je zaradi pošiljanja najpomembnejših slik v Real Museo Borbonico med letoma 1829 in 1832 in prenosa slik v Capodimonte od leta 1862 dalje zbirka slik v palači danes videti bolj razpršena in osiromašena kot prej, z razdrobljenimi serijami in ikonografijami. V inventarju iz leta 1874 so slike dobile poseben pomen, skupaj s pohištvom, tapiserijami, zavesami z rožami in velikimi neobaročnimi ogledali, saj so ustvarjale razkošno vzdušje.
Pohištvo v baročnem, rokokojskem in historicističnem slogu so izdelali neapeljski mizarji med 18. in 19. stoletjem ali pa so ga prinesli iz Francije med Muratovim bivanjem v Neaplju, skupaj s preprogami in tapiserijami, nekatere med njimi tkane v kraljevi tovarni tapiserij v Neaplju. Omeniti velja tudi francoske ure, porcelan, zlasti iz Sèvresa, kitajski in ruski; bronaste in marmorne skulpture ter dela v trdem kamnu. Številni eksponati prihajajo iz drugih delov palače, zlasti iz vzhodnega trakta, ki je bil popolnoma očiščen pohištva, ko so tam namestili Narodno knjižnico.[70]
Vsekakor pa palača nima prave zbirke, temveč razsute predmete, saj so bila v 19. stoletju na pobudo Bourbonov in predvsem Savojcev mnoga dela prenesena v druge muzeje.

### Veliko stopnišče
Severno stran dvorišča, pravokotno na fasado, je prvotno zavzemalo skromno dvoramno stopnišče, delo Domenica Fontane. Vendar pa je po protišpanskem uporu leta 1647 podkralj Iñigo Vélez de Guevara pri Francescu Antoniu Picchiattiju naročil novo in monumentalno stopnišče. Nov prostor je bil zgrajen med letoma 1650 in 1670 v pipernu, navdihnilo pa ga je ogromno stopnišče Real Alcázar iz Toleda, ki sta ga zgradila Alonso de Covarrubias in Juan de Herrera med letoma 1550 in 1605. Novo stopnišče, ki je zavzelo celotno stranico častnega dvorišča, je bilo zgrajeno v skladu s pomenom, ki ga je tem prostorom dajal avstrijski obred. Montesquieu ga je leta 1729 opisal kot najlepšega v Evropi, vendar so ga morali po požaru februarja 1837 ponovno zgraditi.
Nov dizajn v veličastnem poznem neoklasicističnem slogu je delo Gaetana Genoveseja. Leta 1841 je bil problem svetilnosti stopnišča rešen s porušitvijo prizidka viceregalne palače, nastankom trga Piazza Trieste e Trento in odprtjem velikih oken z železnimi okvirji. Vendar pa je šele leta 1858 Francesco Gavaudan dokončal dekoracijo, za katero so značilni razkošni marmorji, kot so rožnati marmor, porto venere, rdeči iz Vitulana, breča rosata s Sicilije, marmor iz Mondragone in lumachino iz Trapanija. Samostanski obok, ki ga pokriva, je okrašen z belimi štukaturami na sivi podlagi, ki predstavljajo girlande in ščite Neapeljskega kraljestva, Sicilije, Bazilikata, Kalabrije in, čeprav je bil dodan pozneje, Savojske hiše. Nazadnje so stranske stene okrašene s skulpturami glavnih vrlin: na eni strani Trdnost Antonia Calìja in Pravičnost Gennara Calìja; na drugi strani Clemencia Tita Angelinija in Prudencia Tommasa Scolarija; in ob osrednjem delu dva nizka reliefa iz carrarskega marmorja, ki predstavljata Zmago med genijem slave in poguma Salvatoreja Irdija ter Slavo med simboli pravičnosti, vojne, znanosti, umetnosti in industrije Francesca Libertija.[74]
- Stopnišče Picchiatti, upodobljeno na gravuri Baldassareja Cavallottija iz zgodnjega 19. stoletja
- Idealizirana predstavitev Picchiattijevega stopnišča na sliki Lo Scalone di Palazzo Reale, con le principesse Maria Teresa e Maria Luisa di Borbone, ki jo je leta 1790 naslikal Antonio Dominici
- Stopnišče po predelavi Genoveseja in Gavaudana z balustrado z več baklami
- Stopnišče danes, upoštevajte odsotnost več bakel